# Гийом, Батист
Бати́ст Гийо́м (фр. Baptiste Guillaume; 16 июня 1995 года, Брюссель) — бельгийский футболист, нападающий французского клуба «Ле-Ман».

## Клубная карьера
Дебютировал в Лиге 2 в сезоне 2012/2013. Он забил свой первый профессиональный гол в матче против «Нима». Он провел свой первый матч в Лиге 1 24 октября 2014 года в матче против «Тулузы».
21 июня 2024 года подписал двухлетний контракт с нидерландским клубом «Алмере Сити». 10 августа дебютировал за клуб в матче Эредивизи против АЗ. 31 августа забил дебютный гол в матче с «Гронингеном».
Летом 2025 года вернулся во Францию, подписав контракт с клубом «Ле-Ман».